# Paul Bocuse

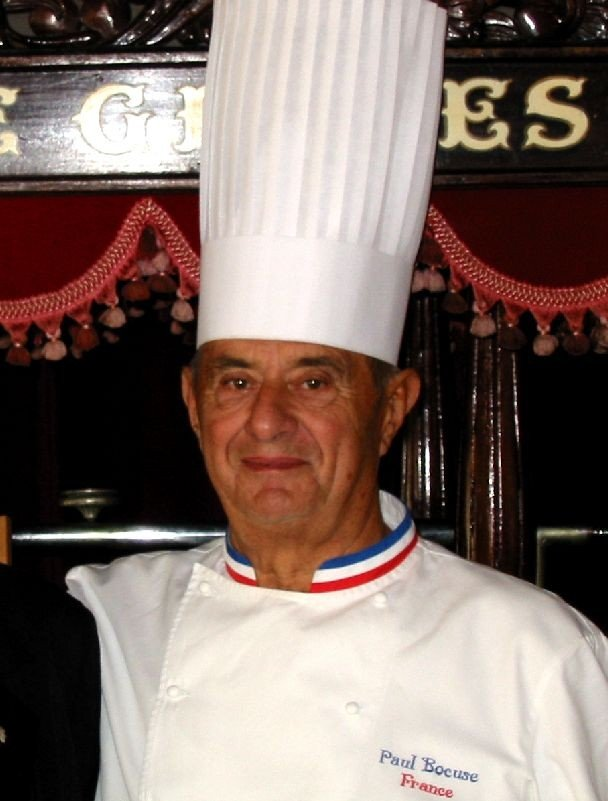
Paul Bocuse

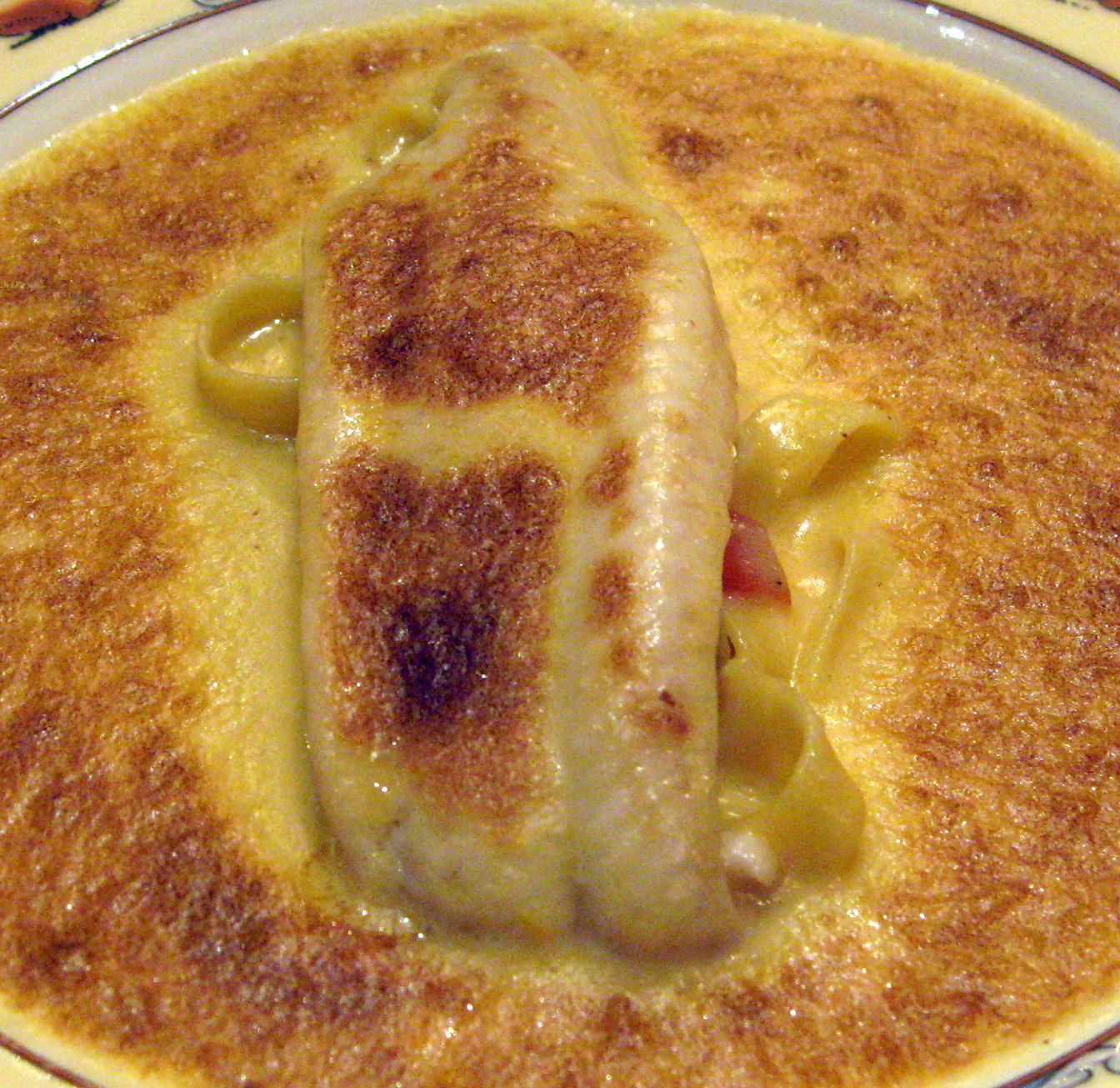
Tongfilet met noedels.

Paul Bocuse (Collonges-au-Mont-d'Or, 11 februari 1926 – aldaar, 20 januari 2018) was een gedecoreerde Franse chef-kok, uitbater van zijn eigen restaurant L'Auberge Du Pont de Collonges, belanghebber van andere eetgelegenheden in zowel Collonges-au-Mont-d'Or als Lyon en auteur van kookboeken.

## Loopbaan
Bocuse werd algemeen beschouwd als een van de grootste gastronomen van de 20e eeuw. Hij verdiende in zijn ruim vijftigjarige carrière drie Michelinsterren voor zijn restaurant. Bocuse ontwikkelde de kookstijl van topkok Auguste Escoffier verder. Een gerecht van hem is truffelsoep, soupe V.G.E., die hij creëerde voor president Valéry Giscard d'Estaing. Giscard d'Estaing benoemde hem daarop tot ridder in het Legioen van Eer. Als student van Eugénie Brazier was hij een van de meest vooraanstaande chef-koks die geassocieerd werd met de nouvelle cuisine, die minder weelderig en calorierijk is dan de cuisine classique, en die het belang van verse ingrediënten van de hoogste kwaliteit benadrukt. Bocuse beweerde dat Henri Gault de term nouvelle cuisine voor het eerst gebruikte om voedsel te beschrijven dat door Bocuse en andere topchefs was bereid voor de eerste vlucht van het Concorde-vliegtuig in 1969.
Bocuse leed aan de ziekte van Parkinson en had een hartkwaal. Hij overleed begin 2018, een paar weken voor zijn 92e verjaardag, in zijn eigen restaurant annex geboortehuis.
Paul Bocuse werd in de wereld erkend om zijn truffelsoep. Als eerbetoon aan hem werd het wereldkampioenschap koken naar hem genoemd: Le Bocuse D'Or.  Hij heeft vele leerlingen gehad. Een daarvan was de Oostenrijker Eckart Witzigmann, de eerste Duitstalige chef-kok die drie Michelinsterren kreeg.
De Franse gastronomische Michelingids gaf in 2020 voor het eerst sinds 1965 geen driesterrenquotering aan het restaurant L'Auberge du Pont de Collonges. Dit veroorzaakte veel beroering. De Franse president Emmanuel Macron reageerde ontzet op het nieuws via RTL-radio.